# Cottage Ravine
Die Cottage Ravine ist ein kleiner Bach an der Westküste von Dominica. Er verläuft im Parish St. John und mündet in der Toucari Bay ins Karibische Meer.

## Geographie
Die Cottage Ravine entspringt an einem westlichen Ausläufer des Morne aux Diables im Gebiet von Toto Estate (⊙) und fließt an steilem Hang nach Westen entlang des Morne Soleil und mündet nach etwa 1,6 km am Nordrand der Toucari Bay. Nach Norden schließt sich das Einzugsgebiet des Lamothe River an, südlich verläuft die Cimetiere Ravine fast parallel.